# Pleurothallis habenula
Pleurothallis habenula är en orkidéart som beskrevs av Carlyle August Luer och Rodrigo Escobar. Pleurothallis habenula ingår i släktet Pleurothallis och familjen orkidéer. Inga underarter finns listade i Catalogue of Life.